# نمودار کاکسیتر-دینکین

نمودارهای کاکسیتر-دینکین برای گروه‌های کاکسیتر متناهی بنیادی

نمودارهای کاکسیتر-دینکین برای گروه‌های کاکسیتر آفین بنیادی

در هندسه، نمودار کاکسیتر-دینکین (Coxeter-Dynkin Diagram)‏ گرافی است که یال‌هایش برچسب‌های عددی دارند و روابط فضایی بین مجموعه‌ای از آینه‌ها (یا ابرصفحه‌های انعکاس‌گر) را نمایش می‌دهند. این نمودارها ساختار یک زیبابین را توصیف می‌نمایند: هر گره (رأس) گراف، نمایش دهنده آینه و برچسب هر انشعاب، نشانگر مرتبهٔ زاویه دوجهی بین دو آینه است (روی یک وجه دامنه)، یعنی مقداری که باید در زاویه بین صفحات انعکاسی ضرب کرد تا به ۱۸۰ درجه برسد. انشعاب بدون برچسب به‌طور ضمنی مرتبه ۳ را نمایش می‌دهد (زاویه ۶۰ درجه).
هر نمودار نمایشگر یک گروه کاکسیتر است و گروه‌های کاکسیتر نیز برحسب نمودارهای متناظرشان طبقه‌بندی شده‌اند.
نمودارهای دینکین اشیائی هستند که ارتباط نزدیکی با نمودارهای کاکسیتر-دینکین دارند و از دو جنبه با آن‌ها متفاوت اند: اولین تفاوت این هست که در نمودارهای دینکین، انشعاباتی که برچسب «۴» یا بیشتر دارند جهت‌دارند، درحالی که نمودارهای کاسیتر بدون جهت اند؛ دومین تفاوت این است که نمودارهای دینکین باید در محدودیت (بلوری) دیگری نیز صدق کنند، یعنی تنها برچسب‌های مجاز برای انشعاب‌ها ۲، ۳، ۴ و ۶ است. نمودارهای دینکین در تناظر با دستگاه‌های ریشه‌ای قرار داشته و لذا در رده‌بندی جبرهای لی نیم-ساده نیز کاربرد دارند.

## ارجاعات
1. ↑  Hall, Brian C. (2003), Lie Groups, Lie Algebras, and Representations: An Elementary Introduction, Springer, ISBN 978-0-387-40122-5